# Pycnogonum gordonae
Pycnogonum gordonae är en havsspindelart som beskrevs av Pushkin, A.F. 1984. Pycnogonum gordonae ingår i släktet Pycnogonum och familjen Pycnogonidae. Inga underarter finns listade i Catalogue of Life.